# Halina Ryffert
Halina Ryffert (ur. 4 lutego 1916, zm. 7 sierpnia 1996) – profesorka akustyki na Uniwersytecie Poznańskim. W czasie II wojny światowej jako szyfrantka, mając pseudonim "Basia" stworzyła jednoosobową komórkę szyfrów Głównej Delegatury Rządu.

## Życiorys
Halina Ryffert urodziła się 4 lutego 1916 roku w polskiej rodzinie w rosyjskiej miejscowości Bugumla (obecnie położonej w Tatarstanie, 333 km od Kazania), jako córka Władysława i Stanisławy z domu Dux. Po odzyskaniu przez Polskę niepodległości rodzina Ryffertów przeprowadziła się do Poznania. Ojciec pracował w administracji państwowej, matka zajmowała się gospodarstwem domowym i wychowywaniem dwójki dzieci - syna i córki. Po ukończeniu w 1933 roku gimnazjum im. Dąbrówki w Poznaniu, Ryffert postanowiła rozpocząć studia na Wydziale Przyrodniczo-Matematycznym Uniwersytetu Poznańskiego. W 1939 roku uzyskała dyplom magistra filozofii w zakresie matematyki.   
Po studiach, w pierwszych latach wojny Ryffert pracowała w studio fotograficznym, które się mieściło przy al. Marcinkowskiego w Poznaniu.    

### Działalność naukowa przed II wojną światową
Halina Ryffert prowadziła badania w zakresie akustyki, które przeczyniły się do rozwoju danej dziedziny jak w Polsce tak i na świecie. 

Główną dziedziną zainteresowań badawczych profesor Ryffert były początkowo wybrane problemy z dziedziny akustyki fizycznej, m.in. zagadnienia propagacji fal o skończonej amplitudzie w ograniczeniu ekspotencjalnym, a następnie problemy akustycznej analizy widmowej, jako metody badania struktury sygnałów dźwiękowych

W latach 30. (1936 rok) po odbyciu półrocznego stażu w Politechnice w Stuttgardzie Ryffert prowadziła badania na Uniwersytecie Poznańskim głównie w zakresie wrażeń słuchowych, tzn. psychoakustyki. 
Prowadziła również badania nad akustyką środowiska (czyli źródłami hałasu, które powstają poza budynkami, takie jak pojazdy drogowe, szynowe, samoloty, turbiny wiatrowe, itd.). Prowadziła pomiary hałasu największych miast w Polsce.
W 1939 roku uzyskała magisterium z matematyki.

### Działalność konspiracyjna
W roku 1940 Ryffert przystąpiła do pracy w konspiracji - działała w organizacji pod tytułem "Ojczyzna" w sekcji "Trójka", kierowanej przez Tadeusza Strojnego. Wówczas zostało polecone jej stworzenie jednoosobowej komórki szyfrów. Jako szyfrantka pracowała pod pseudonimem Basia. Powierzono jej zadanie szyfrowania meldunków Głównej Delegatury Rządu RP dla ziem polskich wcielonych do Rzeszy. W swoich wspomnieniach Ryffert pisze: "zaszyfrowanie tekstu wielkości np. pół strony rękopisu wymagało 4-5 godzin pracy, bez możliwości jej przerwania".  
W nocy z 23 na 24 kwietnia 1942 roku została aresztowana przez Gestapo, po czym spędziła 5 miesięcy w więzieniu w Forcie VII w tym 3 tygodnie w "Domu Żółnierza", wówczas areszcie śłedczym Gestapo, gdzie była torturowana. Później przewieziono ją do niemieckiego obozu koncentracyjnego Ravensbrück, który funkcjonował do końca wojny i gdzie właśnie do samego końca wojny przetrzymywano Halinę Ryffert. Po wyzwoleniu z obozu w 1945 roku przybyła pieszo do Poznania z grupą innych więźniarek.   

### Działalność naukowa po wojnie
1 listopada 1945 roku Ryffert została wolontariuszką w Katedrze Matematyki, a od 1 stycznia 1946 roku została asystentką, a następnie adiunktką. W 1951 roku przeszła do Katedry Fizyki Teoretycznej, a następnie do Zakładu Akustyki i Teorii Drgań, kierowanego przez prof. Marka Kwieka. W roku 1958 ukończyła rozprawę pod tytułem: "Uzyskiwanie widma chwilowego na podstawie uogólnionej analizy drgań" i otrzymała stopień naukowy kandydata nauk. Po śmierci prof. Marka Kwieka w 1962 roku Halina Ryffert została kierowniczką Katedry Akustyki, stanowisko to pełniła przez 20 lat. W tym samym czasie, od roku 1963 pełniła funkcję prodziekana, a następnie dziekana Wydziału Matematyki, Fizyki  i Chemii. W roku 1968 została nominowana na profesora nadzwyczajnego. Halina Ryffert pracowała również w Komitecie Akustyki PAN w Sekcji Akustyki Psychofizjologicznej i w Polskim Towarzystwie Akustycznym.  
Oddział Poznański Polskiego Towarzystwa Fizycznego - Ryffert w latach 1950-52 wchodziła w skład zarządu.   
Halina Ryffert brała aktywny udział w kongresach i konferencjach w zakresie akustyki. Zajmowała się zagadnieniem związanym z destrukcyjnym działaniem hałasu na organizm człowieka.  
Ryffert dostała medal im. M. Kwieka - nagrodę stworzoną w 1982 roku, w 20. rocznicę śmierci prof. Kwieka.   
Zmarła w Poznaniu 7 sierpnia 1996 roku, w wieku 80 lat, została pochowana na Cmentarzu na Junikowie.    